# Luhove, Mena
Luhove (în ucraineană Лугове) este un sat în comuna Leninivka din raionul Mena, regiunea Cernihiv, Ucraina.

## Demografie
Componența lingvistică a localității Luhove
     Ucraineană (99,32%)
     Alte limbi (0,68%)
Conform recensământului din 2001, majoritatea populației localității Luhove era vorbitoare de ucraineană (99,32%), existând în minoritate și vorbitori de alte limbi.